# Amphilius platychir
Amphilius platychir és una espècie de peix de la família dels amfílids i de l'ordre dels siluriformes.

## Morfologia
Els mascles poden assolir els 16,7 cm de llargària total.

## Distribució geogràfica
Es troba a Àfrica: Sierra Leone, Guinea, Costa d'Ivori i conca del riu Congo a Zàmbia.